# 赫耳墨斯号航天飞机
赫耳墨斯号航天飞机（Hermes）是由法國國家太空研究中心于1975年设计，后由欧洲空间局（ESA）提议建造的一型太空飛機，该航天飞机以希腊神话中的神使赫耳墨斯命名，其外形类似于美国的X-20試驗機。
1985年1月，法國國家太空研究中心曾提出在欧空局的主持下进行赫耳墨斯号的开发和生产。 该航天飞机为欧洲自主开发载人飞船计划中的一部分，使用亞利安5號運載火箭发射。 1987年11月，该计划获得批准；并在1988年至1990年期间展开了论证和预研工作。但在1992年，鉴于项目的持续延期、资金不足以及与俄羅斯航太展开的一系列合作减少了欧空局独立研制载人航天器的必要性，该计划遭到取消。

## 外部連結
- Hermes at Astronautix.com （页面存档备份，存于）
- Hermes at Aerospaceguide.net （页面存档备份，存于）
- 1:1 Mockup photos, including cockpit （页面存档备份，存于）
- HERMES, l' avion spatial inachevé... （页面存档备份，存于）